# 南勢 (彰化縣)
南勢，是臺灣彰化縣鹿港鎮的一個地名，位於該鎮中部偏北。就行政區而言，範圍大致為頭南里南半部。

## 歷史
台灣清治末期至日治初期，南勢地區為一街庄，稱為「南勢庄」，隸屬於馬芝堡。昔日該庄南邊東側大段以草港圳（今洋仔厝溪）與廖厝庄、海埔厝庄為界，南邊西側小段及西邊亦與海埔厝庄為界，北與草港尾庄、草港中庄為鄰，東與頂番婆庄為鄰。
1901年（日治明治三十四年）11月，該庄隸屬於彰化廳。1909年（明治四十二年）10月，改隸屬於臺中廳。1920年（大正九年），該庄改制為「南勢」大字，隸屬於臺中州彰化郡鹿港街。
戰後鹿港街改制為鹿港鎮，隸屬於彰化縣，大字亦改制為里。

## 河川整治
由於洋仔厝溪頂番婆至南勢段截彎取直，舊河道已變成新河道的一條小支流。

## 交通
縣道139甲（頂草路三段）是和美塗厝至彰化的道路，大致以西北－東南走向經過南勢地區東北角，往西北可前往草港、和美，往東南可前往彰化市區。